# تیمو سوسی
تیمو سوسی (فنلاندی: Timo Susi؛ زادهٔ ۲۵ ژانویهٔ ۱۹۵۹) بازیکن هاکی روی یخ اهل فنلاند بود.